# Courir de Mardi Gras
 (juillet 2019).
Si vous disposez d'ouvrages ou d'articles de référence ou si vous connaissez des sites web de qualité traitant du thème abordé ici, merci de compléter l'article en donnant les références utiles à sa vérifiabilité et en les liant à la section « Notes et références ».
Pour les articles homonymes, voir Courir (homonymie).

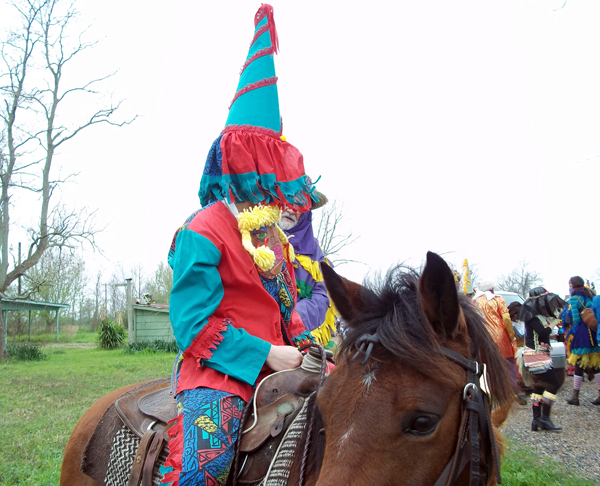
Courir de Mardi Gras.

Le Courir de Mardi Gras est un événement traditionnel de Mardi gras tenu dans de nombreuses communautés de Cadiens, en Louisiane.
Cette célébration de la dernière journée avant le carême se déroule notamment en costumes.

## La Chanson de Mardi Gras
La chanson de Mardi Gras, connue localement sous le nom français de « La Danse de Mardi Gras » ou « La Vieille Chanson de Mardi Gras », est une chanson traditionnelle chantée par l'ensemble des participants. La mélodie reprend la musique traditionnelle du folk et de la musique bretonne. L'air est joué notamment pendant le Courir de Mardi Gras:
La chanson de Mardi-Gras
- Les Mardi Gras vient de tout partout, tout le tour du moyeu.
- Vient une fois par an pour demander la charité.
- Une vieille patate, une patate et des gratons.
- Les Mardi Gras vient de tout partout, tout le tour du moyeu.
- Vient une fois par an pour demander la charité.
- Une vieille patate, une patate et des gratons.
- Capitaine, capitaine voyage ton flag, tout le tour du moyeu.
- Une fois par an pour demander la charité.
- Et des patates, des patates et des gratons.
- Les Mardi Gras vient de l’Angleterre, tout le tour du moyeu.
- Vient une fois par an pour demander la charité.
- Une vieille patate, une patate et des gratons.

Chanté sur Youtube par Les Balfa Brothers:
La danse du mardi gras
Album: Play tradizional Cajun Music
Swallow 6011
Tous les mots dans un commentaire

## Galerie photographique
Présentation de quelques costumes et déguisements lors du Courir de Mardi-Gras.

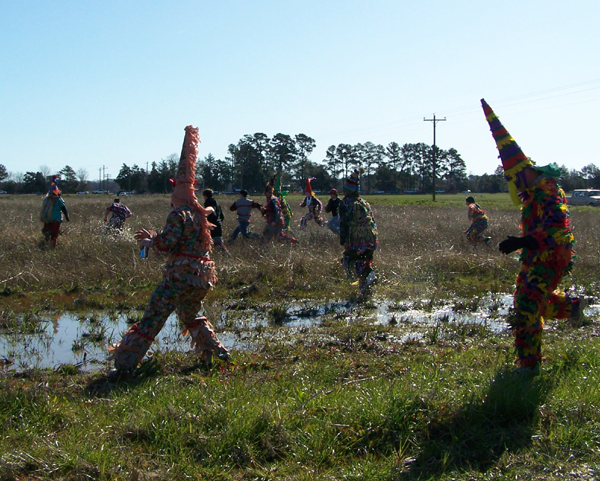
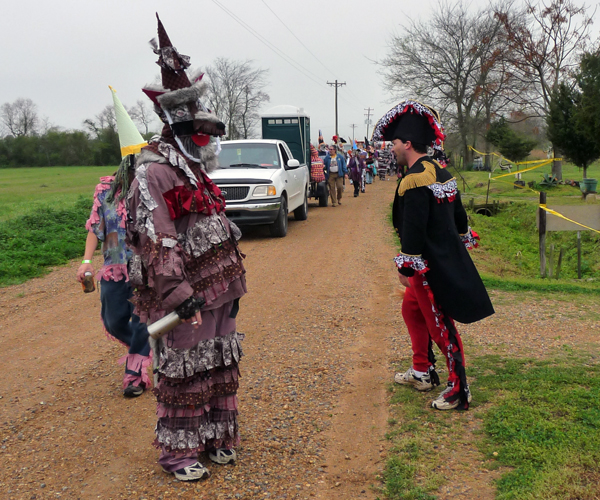
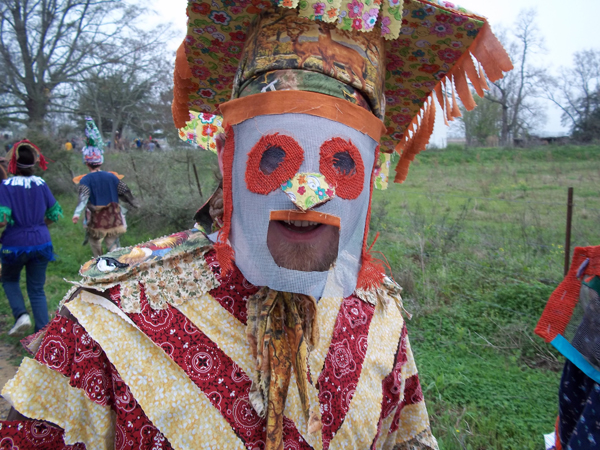
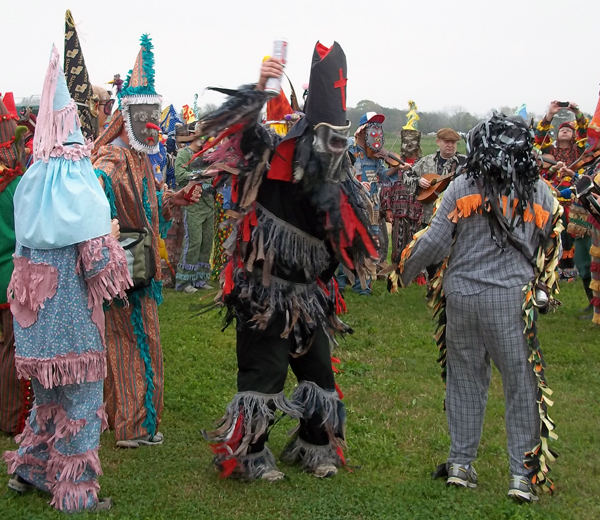